# Neonemura illiesi
Neonemura illiesi is een steenvlieg uit de familie Notonemouridae. De wetenschappelijke naam van de soort is voor het eerst geldig gepubliceerd in 1972 door Zwick.